# UFO Robot Goldrake: Il banchetto dei lupi
UFO Robot Goldrake: Il banchetto dei lupi (Goldorak : Le Festin des loups)  è un videogioco action RPG semi-open world basato sulla serie anime UFO Robot Goldrake, sviluppato dallo studio francese Endroad e pubblicato digitalmente il 14 novembre 2023 da Microïds, e in seguito in copia fisica il 30 novembre 2023, per PlayStation 5, Nintendo Switch, PlayStation 4, Xbox One, Microsoft Windows e Xbox Series X/S.

## Trama
La trama del gioco segue la serie animata di Toei, aggiungendo alcune missioni secondarie oltre a un prologo alla storia, ambientata sul pianeta Fleed durante l'invasione da parte delle truppe del Re Vega.

## Personaggi giocabili
Actarus (宇門大介?, Umon Daisuke)
Il suo vero nome è Duke Fleed (デューク・フリード?, Dūku Furīdo) ed è il principe del pianeta Fleed. Quando la sua patria viene attaccata da Vega, scappa con il gigantesco robot Goldrake e si rifugia sulla Terra, dove viene adottato dal professor Procton e si fa chiamare Actarus. Combatte con Goldrake per vendicarsi delle forze di Vega e per difendere il pianeta Terra di cui si è innamorato.

## Doppiaggio
| Personaggio                                      | Doppiatore originale     | Doppiatore italiano    |
| ------------------------------------------------ | ------------------------ | ---------------------- |
| Actarus (Daisuke Umon)                           | Jérémie Bédrune          | Gianfranco Miranda     |
| Alcor (Koji Kabuto)                              | Stéphane Ronchewski      | Massimo Triggiani      |
| Procton (Genzo Umon)                             | Bruno Magne              | Antonio Sanna          |
| Rigel (Danbei Makiba)                            | Pierre-François Pistorio | Oliviero Dinelli       |
| Venusia (Hikaru Makiba)                          | Caroline Mozzone         | Valentina Mari         |
| Mizar (Goro Makiba)                              | Marie Nonenmacher        | Leonardo Mastrantoni   |
| Re Vega                                          | Frédéric Souterelle      | Edoardo Siravo         |
| Comandante Gorman (della Guardia Scelta di Vega) |                          | Luca Biagini           |
| Comandante Hydargos (Blaki)                      | Serge Biavan             | Rodolfo Traversa       |
| Generale Gandal                                  | Loïc Houdré              | Massimo Lodolo         |
| Lady Gandal                                      | Chantal Baroin Morillon  | Cristina Boraschi      |
| Rubina                                           |                          | Marta Rapperini Tesoro |
| Akira Hayashi                                    |                          | Vittorio Guerrieri     |
| Hamon (Aoi)                                      |                          | Dimitri Winter         |
| Banta Arano                                      | Serge Thiriet            | Alberto Bognanni       |
| Yamada                                           |                          | Raffaele Palmieri      |
| Naida                                            |                          | Sara Ferranti          |
| Precettore Reale                                 | Loïc Houdré              | Danilo di Martino      |
| Voce Narrante                                    | Chantal Baroin Morillon  | Norman Mozzato         |

## Edizioni

### Standard Edition
- Il gioco

### Deluxe Edition
- Il gioco
- Abito reale
- Missione bonus: “Il principe di un altro mondo”

### Collector Edition
- Il gioco completo
- Una statua di Goldrake da 25cm
- Un artbook
- Un biglietto d'oro
- Una missione aggiuntiva e due skin
- 4 litografie
- 3 set di spille
- Una box da collezione
- Un portachiavi
- Una card lenticolare
- Una Steelbook
- Un poster 30x42 cm

## Contenuti aggiuntivi
| Nome                     | Data di uscita   | Descrizione                                                                              | Stagione      |
| ------------------------ | ---------------- | ---------------------------------------------------------------------------------------- | ------------- |
| Abito principesco        | 15 gennaio 2024  | Oggetto estetico                                                                         | DLC           |
| Deluxe Edition - Upgrade | 14 novembre 2023 | Contenuto bonus digitale • Abito reale • Missione bonus: “Il principe di un altro mondo” | Aggiornamento |
| Soundtrack               | 24 novembre 2023 | Colonna sonora originale                                                                 | DLC           |